# Itaocara (kommun)
Itaocara är en kommun i Brasilien.   Den ligger i delstaten Rio de Janeiro, i den sydöstra delen av landet, 900 km sydost om huvudstaden Brasília. Antalet invånare är 22 902.
Följande samhällen finns i Itaocara:
- Itaocara

Omgivningarna runt Itaocara är huvudsakligen savann. Runt Itaocara är det ganska glesbefolkat, med 31 invånare per kvadratkilometer.